# علامة برافرمان
علامة برافرمان (بالإنجليزية: Braverman's sign)‏ هي علامة جلدية تتكون من توسع الأوعية الشعيرية الدقيقة (بالإنجليزية: Telangiectasia)‏ حول الأظافر (بالإنجليزية: periungual)‏، وعادة ما يترافق معها أمراض النسيج الضام.
وصف هذه العلامة إروين برافرمان (بالإنجليزية:  Irwin M. Braverman)‏، أستاذ الأمراض الجلدية في كلية الطب بجامعة ييل في كتابه الدراسي «علامات الجلد للأمراض الجهازية» (بالإنجليزية: Skin Signs of Systemic Disease)‏.